# استیو آنجلو
استیون پاتریک جوزفسون فراگوگیانیس (زادهٔ ۲۲ نوامبر ۱۹۸۲)، با نام هنری استیو آنجلو، دی‌جی، تهیّه‌کنندهٔ موسیقی و صاحب لیبل موسیقی یونانی-سوئدی است. او به‌همراه سباستین اینگروسو و اکسول گروه سوئدیش هاوس مافیا است.